# کرونجولو (سیریک)
کرونجولو (ترکی استانبولی: Karıncalı) یک محله در ترکیه است که در ناحیهٔ سریک، آنتالیا واقع شده است. جمعیت این محله تا سال ۲۰۲۲ برابر با ۳۰۱ نفر بوده است.